# Хар'юкюла
Хар'юкюла (ест. Harjuküla) — село в Естонії, входить до складу волості Варсту, повіту Вирумаа.
За даними перепису 2011 року в селі проживало 12 осіб, за національністю — усі естонці.